# Gladenbach
Gladenbach est une municipalité allemande située dans l'arrondissement de Marbourg-Biedenkopf et dans le land de la Hesse.

## Politique et administration
| Période | Période  | Identité             | Étiquette | Qualité |
| ------- | -------- | -------------------- | --------- | ------- |
| 2002    | 2014     | Klaus-Dieter Knierim |           |         |
| 2014    | en cours | Peter Kremer         |           |         |

### Jumelages
La ville de Gladenbach est jumelée avec :
- Monteux (France) depuis 1987
- Bad Tabarz (Allemagne) depuis 1991
- Niemcza (Pologne) depuis 1998
- Londerzeel (Belgique) depuis 2010

## Personnalités liées à la commune
- August Friedrich Adrian Diel (1756-1839) médecin et l'un des fondateurs de la pomologie. À Gladenbach, sa ville natale, existe une Adrian-Diel-Straße.
- Marguerite Peltzer (1897-1991), sculptrice française d'origine allemande, est né à Gladenbach.